# Radomyśl Wielki
Radomyśl Wielki (do 1906 Radomyśl) – miasto w woj. podkarpackim, w powiecie mieleckim, siedziba gminy miejsko-wiejskiej Radomyśl Wielki.
Miasto jest siedzibą dekanatu Radomyśl Wielki oraz parafii Przemienienia Pańskiego. Przez miasto przebiega droga wojewódzka nr 984 z Lisiej Góry (koło Tarnowa) do Mielca, w ramach której 1 grudnia 2020 roku została oddana do użytku obwodnica miasta. 
Według danych GUS z 1 stycznia 2024 r. miasto liczyło 3409 mieszkańców, będąc 37. najludniejszym miastem w województwie.

## Historia

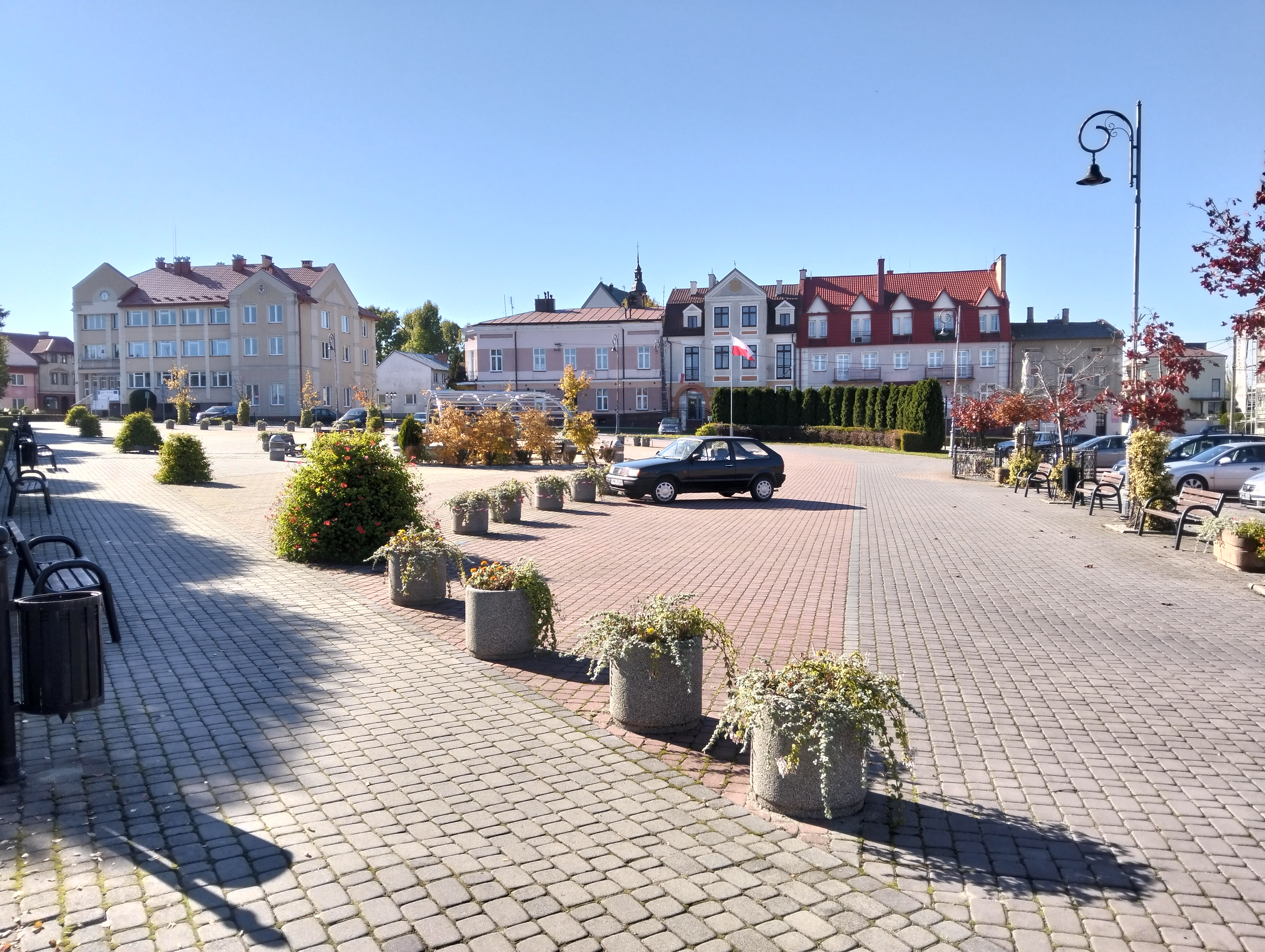
Rynek w Radomyślu Wielkim

Radomyśl został lokowany na prawie magdeburskim w 1581 przez kasztelana bieckiego Mikołaja Firleja. Leży w dawnej ziemi sandomierskiej historycznej Małopolski, w XVI wieku położony był w województwie sandomierskim. 
1 stycznia 1907 nazwę Radomyśla zmieniono na Radomyśl Wielki. 
W czasie agresji niemieckiej na Polskę w 1939 żołnierze z VII Korpusu Armijnego zamknęli Żydów i Polaków w kościele, po czym obok kościoła strzelali na wiwat. Następnego dnia znęcali się nad Żydami. Części obcięli brody, część bijąc zmusili do jedzenia rosnącej trawy. 
Po około pięcioletniej niemieckiej okupacji Radomyśl został zdobyty 23 sierpnia 1944 przez żołnierzy 4 Korpusu Pancernego należącego do 1 Frontu Ukraińskiego Armii Czerwonej. 
W latach 1954-1972 miasto było siedzibą gromady Radomyśl Wielki, ale nie należało do niej.
Przed 1945 rokiem miasto należało do województwa krakowskiego, po zakończeniu II wojny światowej weszło w skład nowo utworzonego województwa rzeszowskiego. W latach 1975–1998 Radomyśl Wielki administracyjnie należał do województwa tarnowskiego.

## Zabytki
Obiektami wpisanymi do rejestru zabytków woj. podkarpackiego są:
- Kościół Przemienienia Pańskiego i Najświętszej Maryi Panny (A-519 z 19.05.1991)
- Cmentarz żydowski z pomnikiem ofiar masowych egzekucji (A-1156 z 12.12.1989)

## Demografia
Według danych z 31 grudnia 2021 Radomyśl Wielki liczył 3252 mieszkańców (GUS)
|  |  |